# Mus musculus
El ratón casero, ratón doméstico o ratón común (Mus musculus) es una especie de roedor miomorfo de la familia Muridae. Es la especie más frecuente de ratón. Se cree que es la segunda especie de mamíferos con mayor número de individuos, después de Homo sapiens. Los ratones saltan sobre sus dos patas traseras. Habita siempre cerca del humano, con el que mantiene una relación de comensalismo. Es también el mamífero más utilizado en experimentos de laboratorio y existen multitud de variantes transgénicas que simulan enfermedades genéticas humanas. Está incluido en la lista 100 de las especies exóticas invasoras más dañinas del mundo de la Unión Internacional para la Conservación de la Naturaleza. 

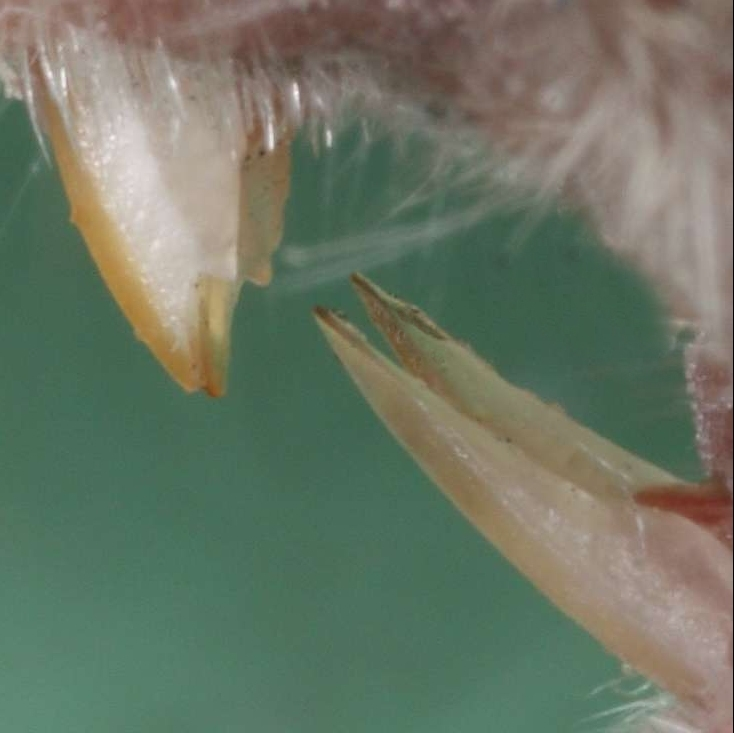
Muesca en la parte posterior de los incisivos superiores

## Características

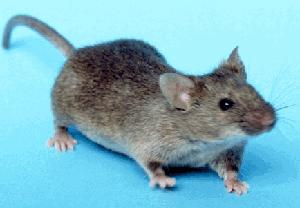
Ratón casero.

Los ratones comunes adultos pesan entre 12 y 40 gramos y miden entre 15 y 19 cm, incluyendo la cola, que supone algo más de la mitad de su longitud. Su pelaje es corto y de tonos grises que se aclaran en el vientre. Los ratones de laboratorio y los utilizados como mascotas son generalmente blancos. Su pelo es escaso en la cola y las orejas.[cita requerida]
Posee unos largos bigotes (vibrisas) que son sensibles al tacto y le proporcionan información sobre el medio. Como su vista es muy débil el ratón sólo identifica los objetos desde muy cerca. Su olfato en cambio está muy desarrollado, lo ayuda en encontrar los alimentos y a los demás ratones. Su oído está también desarrollado, el ratón oye hasta los sonidos de 100 kHz (80 kHz más que las personas). También emplean el órgano vomeronasal para detectar feromonas y compuestos no volátiles a través del olfato. Tanto los adultos como las crías emiten sonidos de frecuencias comprendidas entre 50 y 150 kHz para la comunicación socio-sexual.La duración de la gestación es de unos dieciocho días, dando lugar a camadas de entre seis y doce crías. La duración del ciclo estral de la hembra es de alrededor de cuatro días.

## Diferenciación sexual
No es fácil distinguir el sexo de los ratones cuando son jóvenes. Sin embargo, en las hembras la distancia entre el ano y los genitales es menor que en los machos. Cuando los ratones alcanzan la madurez sexual, los machos pueden distinguirse con facilidad por sus testículos, de gran tamaño en proporción con el resto del cuerpo. Las hembras poseen cinco pares de glándulas mamarias y pezones, de los que los machos carecen.

## Comportamiento
Aunque se desplazan habitualmente sobre sus cuatro patas, pueden erguirse en ocasiones sobre las dos traseras, ayudándose con la cola, para comer, orientarse o luchar. Cuando corren, mantienen la cola horizontal para guardar el equilibrio. Son buenos saltadores, escaladores y nadadores (esto último solo en caso de necesidad).

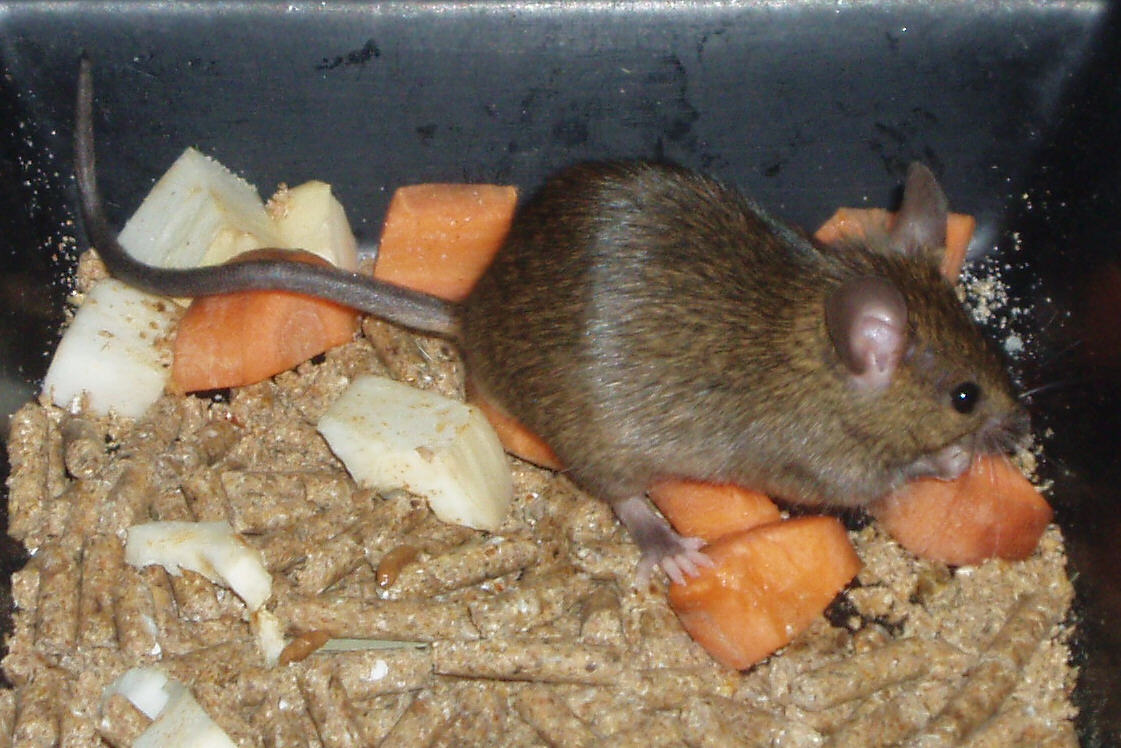
Ratón casero alimentándose.

Son activos principalmente al crepúsculo o durante la noche, ya que evitan las luces intensas. Son animales territoriales. Generalmente un macho dominante dirige un grupo con varias hembras e individuos jóvenes. Solo el macho dominante tiene derecho a aparearse con las hembras. Cuando un macho alcanza la madurez sexual, a menudo se enfrenta con el macho dominante de su grupo en un combate a muerte. Si dos o más machos son encerrados juntos en una jaula, frecuentemente se vuelven agresivos, a no ser que hayan sido criados juntos en cautividad desde su nacimiento.
Su dieta se basa principalmente en vegetales, pero también pueden comer carne y productos lácteos. Además el infanticidio es común si un ratón se encuentra con una cría extraña; este suceso es más común en machos que en hembras debido a la presencia de testosterona.
Las hembras pueden ver acelerado su ciclo estral si huelen orina o feromonas de macho, lo que aumenta las posibilidades de éxito reproductivo en la cópula. Esta última solo suele ser permitida por la hembra durante el estro y ocupa generalmente menos de diez segundos por acto aunque el cortejo previo suele durar más tiempo. Después del fin de la preñez las hembras muestran agresividad maternal y atacan a cualquier macho intruso que se acerque al nido. Este comportamiento se mantiene aproximadamente por dos semanas, y parece depender de los factores hormonales del embarazo.

## Subespecies
Se conocen las siguientes subespecies de Mus musculus:
Subespecies aceptadas:
- Mus musculus musculus (ratón común de Europa Oriental)
- Mus musculus bactrianus (ratón común del sudoeste de Asia)
- Mus musculus castaneus (ratón común del sudeste de Asia)
- Mus musculus domesticus (a veces Mus domesticus, ratón común de Europa Occidental)
- Mus musculus gentilulus

Subespecies dudosas:
- Mus musculus homourus (posiblemente sinónimo de M. m. domesticus)
- Mus musculus praetextus (posiblemente sinónimo de M. m. domesticus)
- Mus musculus molossinus

- Mus musculus wagneri

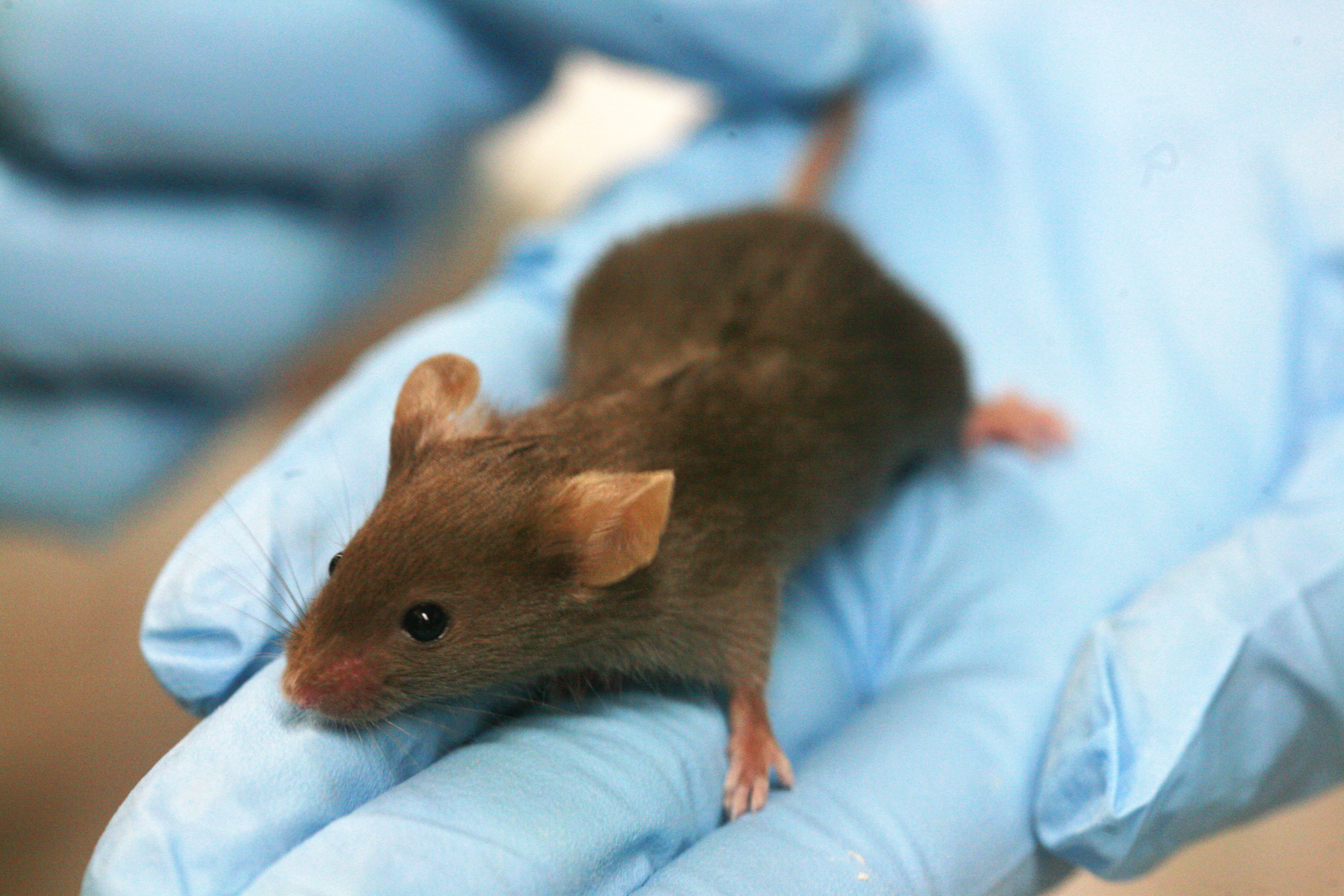
Ratón de laboratorio.

Los ratones de laboratorio suelen ser híbridos de M. m. m. y M. m. domesticus.